# Podarcis hispanicus
Podarcis hispanica là một loài thằn lằn trong họ Lacertidae. Loài này được Steindachner mô tả khoa học đầu tiên năm 1870.

## Hình ảnh

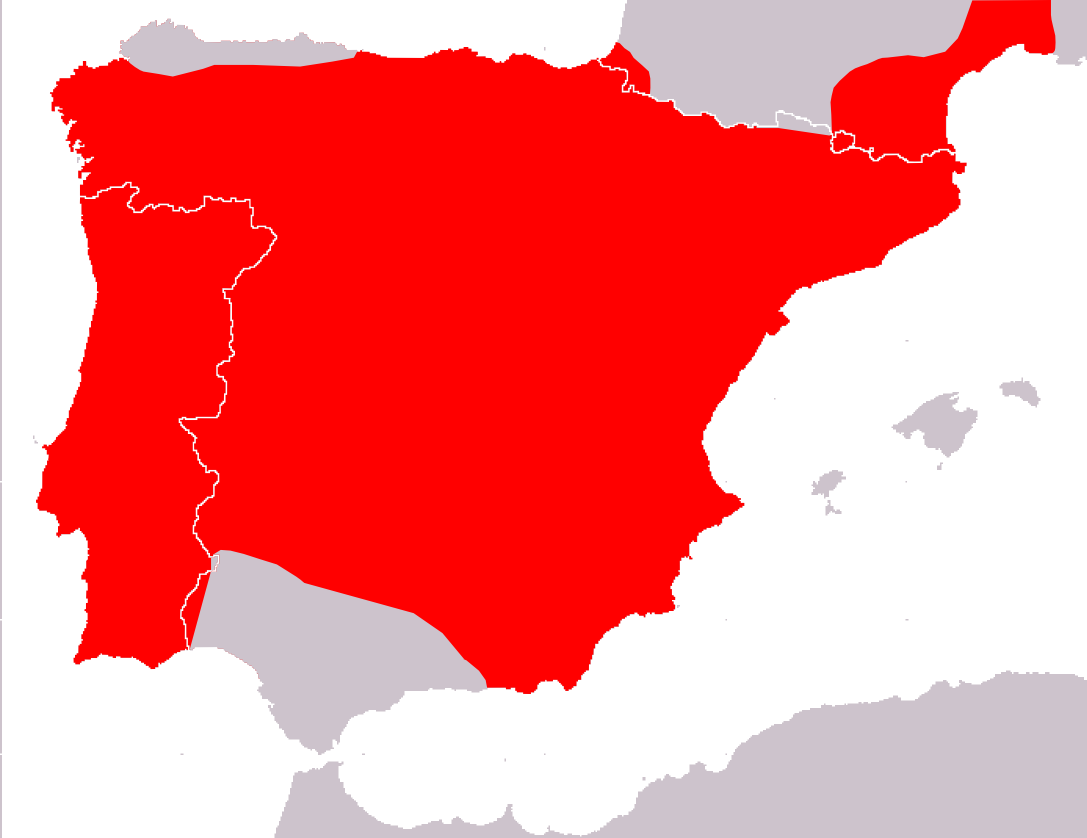
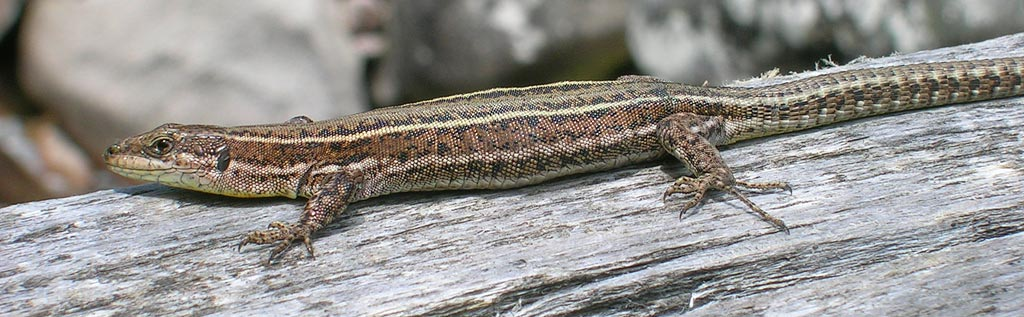
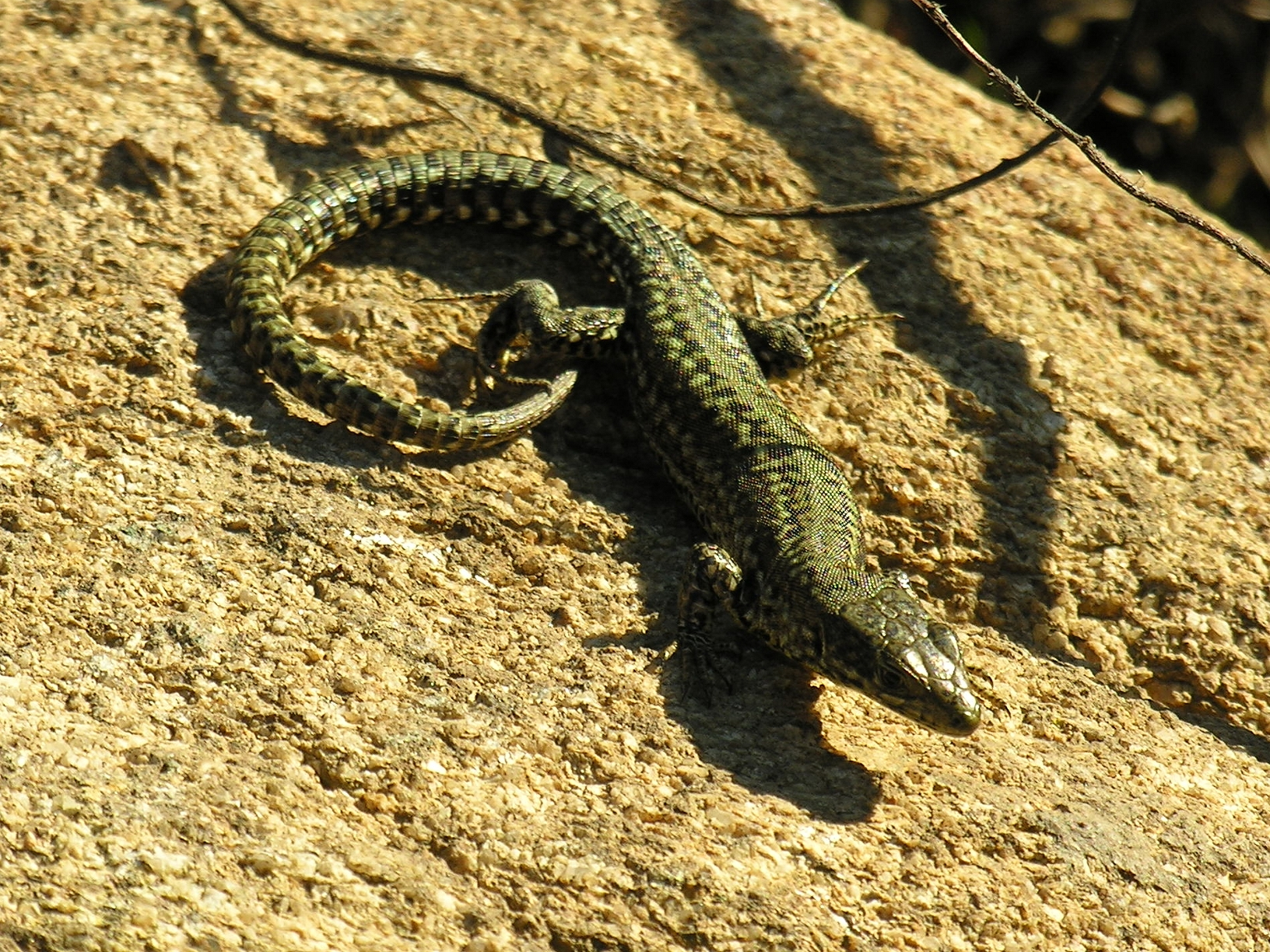
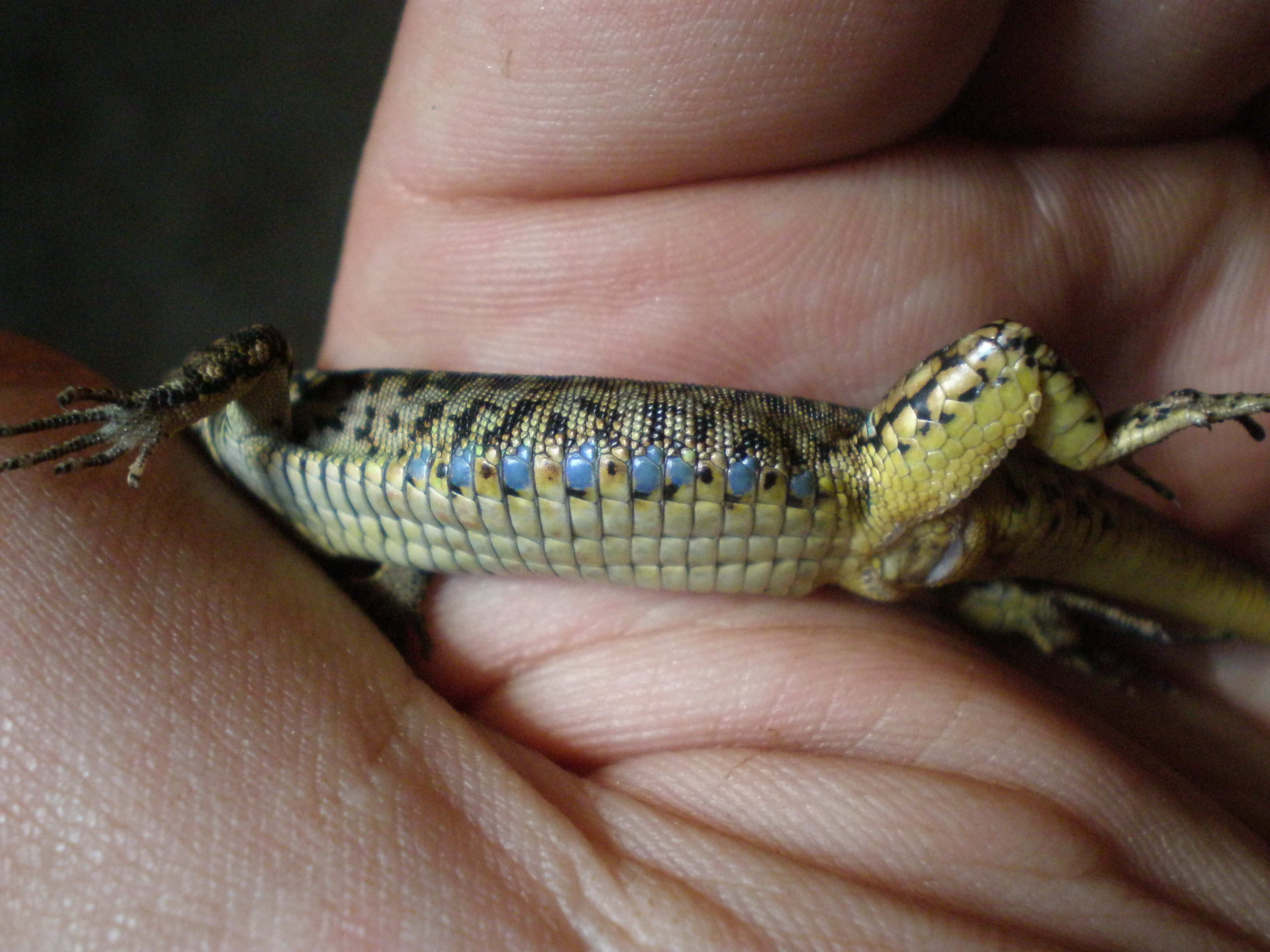